# Pasirwaru (Mancak)
Pasirwaru is een bestuurslaag in het regentschap Serang van de provincie Banten, Indonesië. Pasirwaru telt 3912 inwoners (volkstelling 2010).